# Clarksville (New York)
Pour les articles homonymes, voir Clarksville.
Clarksville est une ville de l'État de New York.

## Histoire
Les premiers colons sont arrivés vers 1822. La ville de Clarksville a été fondée en 1835, emportant une partie de la ville de Cuba.

## Démographie
En date du recensement de 2020, il y avait 982 habitants. La densité de population était de 30,6 personnes par mile carré (11.8/km²).